# James Bruce Irwin
James Bruce Irwin  (17 de noviembre de 1921 – 4 de enero de 2012) fue un botánico e ilustrador neozelandés.
Fue una reconocida autoridad en la familia de las orquídeas.

## Algunas publicaciones
- Irwin, JB. 1989. The great Taranaki Coryhas crawl. New Zealand Native Orchid Group newsletter 32:1-4
- Irwin, JB. 1990. A request for observations on Coiybas. New Zealand Native Orchid Group newsletter 35:17-18
- Irwin, JB. 1993. Notes on seven forms of Coiybas rivularis. New Zealand Native Orchid Group journal 47: 1-9
- Irwin, JB. 1994. Coiybas rivularis—one species or several? Wellington Botanical Society bulletin 46: 48-53

- Molloy, BPJ; JB Irwin. 1996. Two new species of Corybas (Orchidaceae) from New Zealand, & taxonomic notes on C. rivularis & C. orbiculatus. New Zealand J.Bot. Vol. 34: 1-10

### Libros
- Moore, LB; JB Irwin. 1978. The Oxford Book of New Zealand Plants”. Ed. Wellington ; NY : Oxford University Press. xxii, 234 pp. ISBN 0-19-558035-4
- La abreviatura «Irwin» se emplea para indicar a James Bruce Irwin como autoridad en la descripción y clasificación científica de los vegetales.[1]

Ha publicado sus identificaciones y clasificaciones de nuevas especies en Trans. & Proc. Roy. Soc. N. Z.; Brittonia.